# 12944 Robwalrecht
A 12944 Robwalrecht (ideiglenes jelöléssel (12944) 6745 P-L) a Naprendszer kisbolygóövében található aszteroida. Cornelis Johannes van Houten, Ingrid van Houten-Groeneveld és Tom Gehrels fedezte fel 1960. szeptember 24-én.

## Kapcsolódó szócikk
- Kisbolygók listája (12501–13000)